# توان برق آبی در ایالات متحده

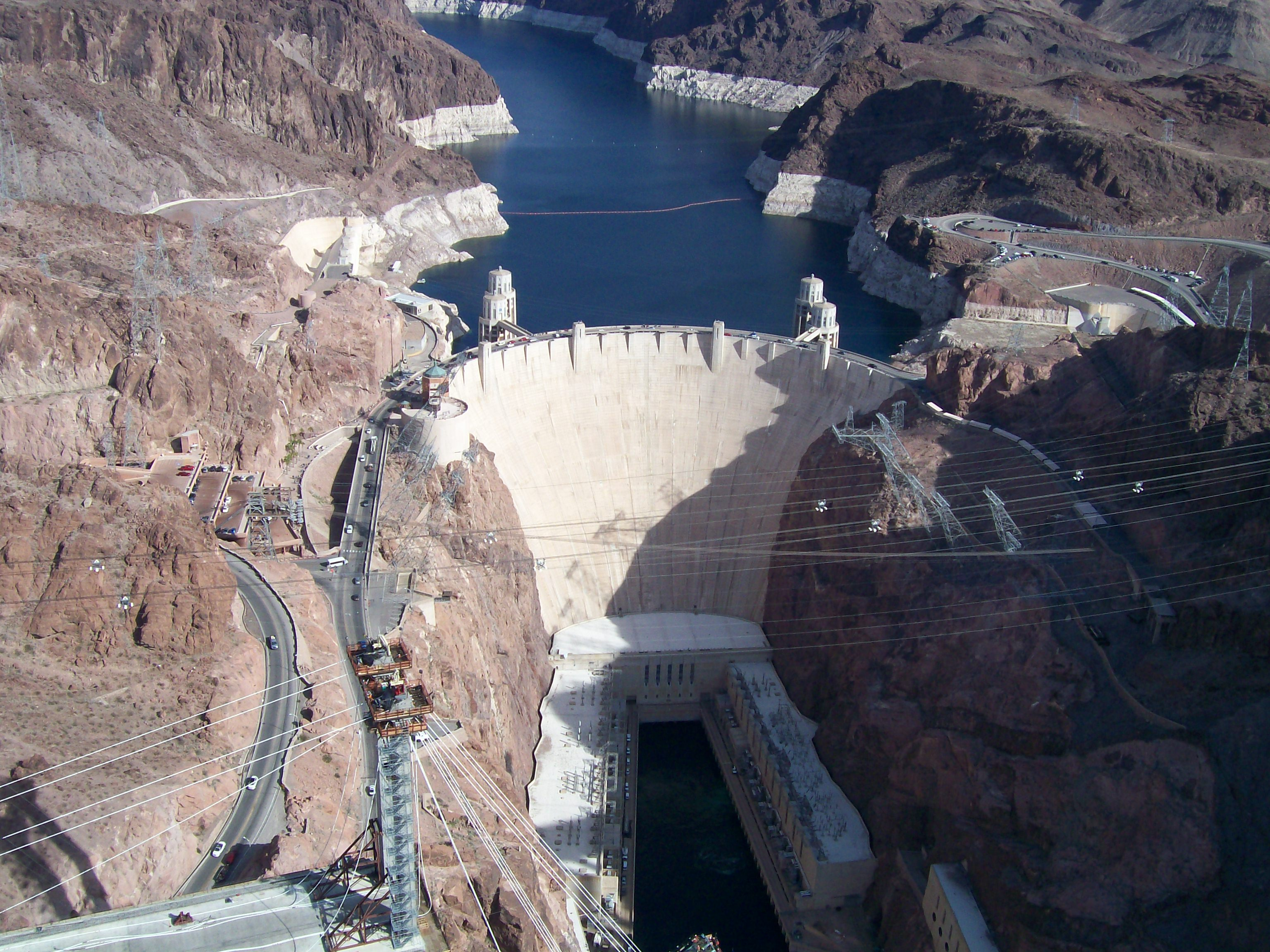
سد هوور، زمانی که در سال ۱۹۳۶ تکمیل شد، هم بزرگ‌ترین ایستگاه تولید برق و هم بزرگ‌ترین سازه بتنی جهان بود.

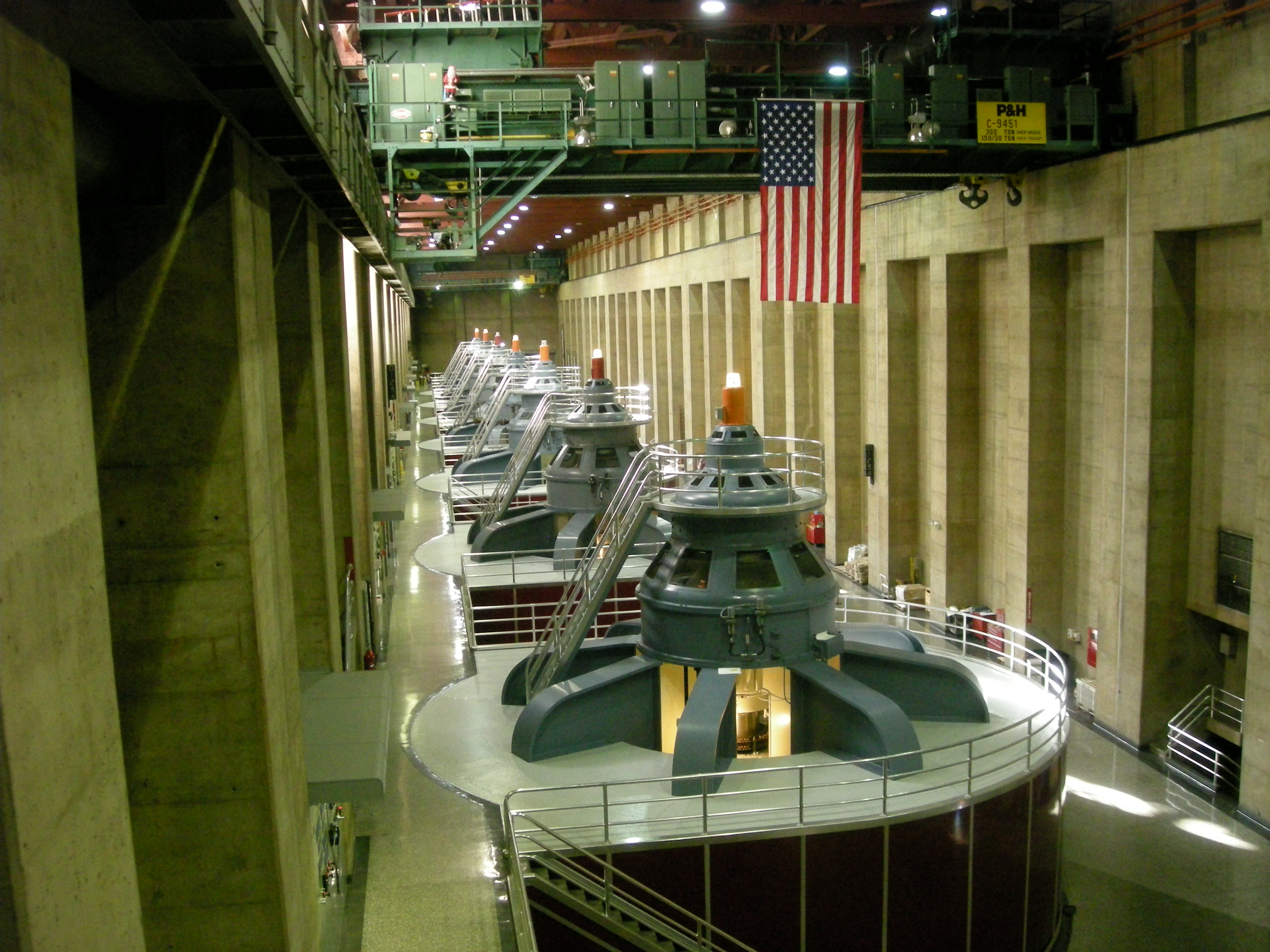
نیروگاه سد هوور

از سال ۲۰۱۹، برق آبی دومین منبع انرژی تجدیدپذیر بزرگ در ایالات متحده، از هر دو دیدگاه ظرفیت تولید و ظرفیت اسمی و پس از نیروی باد است. در سال ۲۰۲۱، برق آبی ۳۱٫۵ درصد از کل برق تجدیدپذیر و ۶٫۳ درصد از کل برق ایالات متحده را تولید کرد.
بر اساس گزارش انجمن بین‌المللی انرژی آبی، ایالات متحده در سال ۲۰۲۱، سومین تولیدکننده بزرگ برق آبی در جهان پس از برزیل و چین است. مجموع ظرفیت نصب شده در سال ۲۰۲۰ برابر ۱۰۲٫۸ گیگاوات بود. ظرفیت نصب شده در سال ۲۰۱۵ برابر ۸۰ گیگاوات بود. مقدار نیروی برق آبی تولید شده به شدت تحت تأثیر تغییرات بارندگی و رواناب سطحی است.
نیروگاه‌های برق آبی حداقل در ۳۴ ایالت آمریکا وجود دارد. بیشترین تراکم تولید برق آبی در ایالات متحده، در حوضه رودخانه کلمبیا است که در سال ۲۰۱۲ منبع ۴۴ درصد از برق آبی این کشور بود. پروژه‌های برق آبی مانند سد هوور، سد گرند کولی و اداره دره تنسی به پروژه‌های بزرگ ساختمانی تبدیل شده‌اند.
با این حال، نکته قابل توجه این است که ایالت کالیفرنیا انرژی تولید شده از تأسیسات بزرگ برق آبی (تأسیساتی با ظرفیت بیش از ۳۰ مگاوات) را به دلیل نگرانی در مورد اثرات زیست‌محیطی پروژه‌های بزرگ برق آبی، مطابق تعریف خود از «تجدیدپذیر» منظور نمی‌کند. به این ترتیب، برق تولیدی از تأسیسات بزرگ برق آبی، جزو استانداردهای سبد تجدیدپذیر ایالت کالیفرنیا به حساب نمی‌آید، حتی اگر سایر ایالت‌ها تشخیص دهند که آب یک منبع تجدیدپذیر در چرخه هیدرولوژیکی است. تقریباً حدود ۱۰ تا ۱۵ درصد از تولید انرژی کالیفرنیا از تولید برق آبی بزرگ است که واجد شرایط نیروگاه‌های تجدیدپذیر نیست.
تأثیر قابل توجه سدها بر بخش برق، مصرف آب، جریان رودخانه و نگرانی‌های زیست‌محیطی، مستلزم سیاست‌های خاص برای انرژی آبی است.

## تاریخ

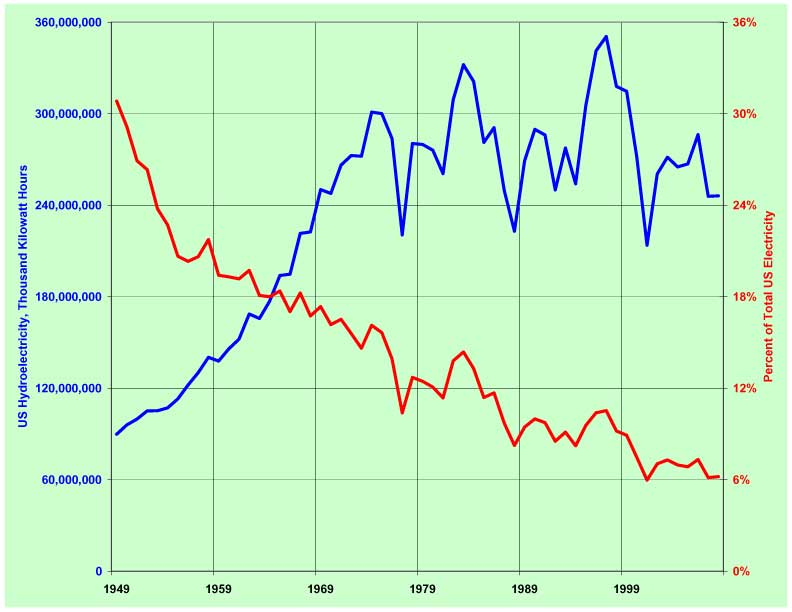
انرژی آبی ایالات متحده در سال‌های ۱۹۴۹–۲۰۰۸ (آبی) و انرژی آبی به عنوان درصد کل برق ایالات متحده (قرمز) تولید شد.

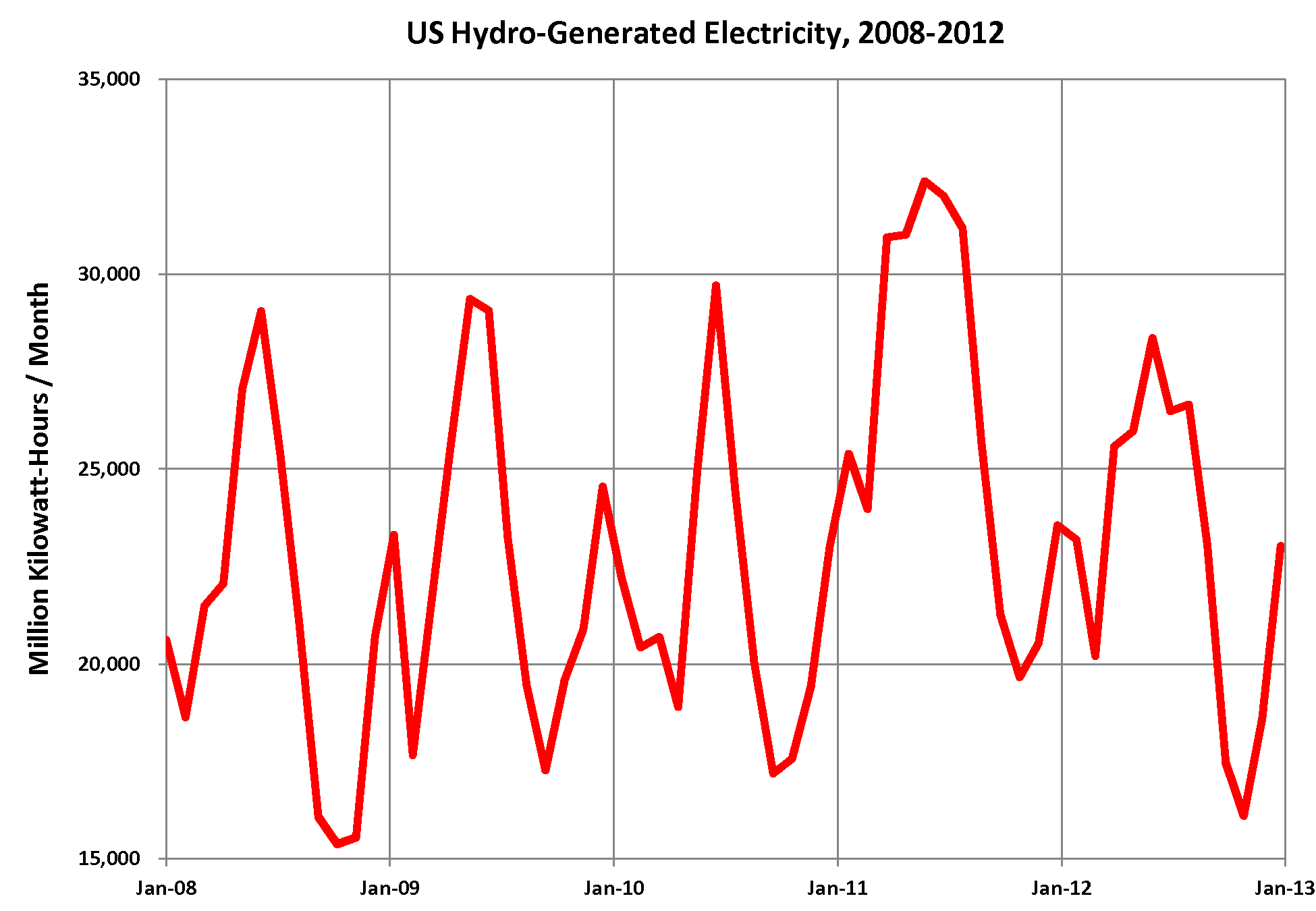
تولید ماهانه برق آبی در ایالات متحده، ۲۰۰۸–۲۰۱۲. نیروی برق آبی با جریان‌های فصلی تغییر می‌کند.

اولین تولید برق آبی در ایالات متحده برای روشنایی مورد استفاده قرار گرفت و از سیستم جریان مستقیم (DC) برای تأمین جریان الکتریکی استفاده شد. با این حال، به دلیل محدودیت ده مایلی این سیستم، گسترش چندانی نداشت. بعدها که راه حل مشکلات انتقال برق به دست آمد، بزرگ‌ترین انگیزه برای پیشرفت‌های جدید برق آبی ایجاد شد.
اولین نیروگاه جریان مستقیم (DC) در گرند راپیدز، در میشیگان بود، جایی که توربین آبی در کارخانه ولورین با استفاده از یک تسمه مکانیکی برای روشن کردن شانزده چراغ خیابان به یک دینام متصل شد. این اتفاق در سال ۱۸۸۰ رخ داد، همان سالی که توماس ادیسون لامپ رشته‌ای رشته‌ای بادوام را تولید کرد که یک پیشرفت در ایمنی و راحتی نسبت به شمع‌ها، چراغ‌های روغن نهنگ و چراغ نفتی داخل ساختمان‌ها بود.
در سال ۱۸۸۱، ضمن استفاده از سیستم جریان مستقیم (DC) برای روشنایی در آبشار نیاگارا، شرکت جاکوب اف. شول‌کوپف بخشی از خروجی آب از آسیاب‌های آرد چرخ‌آبی خود منحرف کرد تا یکی از ژنراتورهای بهبودیافته چارلز براش را راه اندازی کند تا روشنایی شبانه برای گردشگران این منطقه را فراهم کند. پیش از آن این جاذبه گردشگری با سوزاندن شعله‌های کلسیمی روشن می‌شد، اما نورهای قوسی، جایگزین بهتر و ارزان تری بودند. در سال ۱۸۸۲، اولین نیروگاه برق آبی تجاری مرکزی تجاری جهان، برق یک کارخانه کاغذ در اپلتون، ویسکانسین را تأمین کرد. تنها چند ماه بعد، اولین شرکت برق متعلق به سرمایه‌گذار، شرکت ادیسون ایلومینتینگ، اولین نیروگاه برق با سوخت فسیلی را در شهر نیویورک تکمیل کرد تا با نیروگاه برق آبی نزدیک به یک منطقه با تقاضای بالا، رقابت کند. تا سال ۱۸۸۶، بین ۴۰ تا ۵۰ ایستگاه برق آبی در ایالات متحده و کانادا مشغول به کار بودند و تا سال ۱۸۸۸ حدود ۲۰۰ شرکت برق حداقل بخشی از تولید خود را به نیروی آبی متکی بودند.
با درک این موضوع که پتانسیل عظیم برق آبی آبشار، از تقاضای برق محلی فراتر بود، یک شرکت بزرگ تولید برق در محل اصلی توسعه تأسیس شد تا چشم‌انداز انتقال نیرو به فواصل دورتر تحقق یابد. شرکت وستینگهاوس الکتریک برنده این رقابت شد و برنامه‌های خود را حول یک سیستم جریان متناوب (AC) توسعه داد. این نیروگاه در سال ۱۸۹۵ تکمیل شد و در سال ۱۸۹۶، انتقال برق به فاصله ۲۰ مایلی به سمت بوفالو، نیویورک آغاز شد.
این رویداد همچنین باعث غلبه سیستم جریان متناوب (AC) بر روش‌های جریان مستقیم (DC) توماس ادیسون شد. هنوز هم چندین نیروگاه برق آبی دائمی در هر دو طرف مرز آمریکایی و کانادایی آبشار نیاگارا وجود دارد که از جمله نیروگاه رابرت موزس نیاگارا، سومین نیروگاه بزرگ در ایالات متحده می‌باشد.
در اوایل قرن بیستم، نیاز به توسعه روستایی اغلب با در دسترس بودن نیروی برق همراه بود و منجر به احداث پروژه‌های مقیاس بزرگی مانند اداره دره تنسی شد که طی آن سدهای متعددی را ایجاد کرد و گاهی به‌طور بحث‌انگیزی، مناطق وسیعی زیر آب رفت. در دهه ۱۹۳۰، نیاز به برق در جنوب غربی، منجر به ساخت بزرگ‌ترین سازه بتنی جهان در آن زمان، یعنی سد هوور شد. سد Grand Couleeگرند کولی هم یک پروژه برق آبی و آبیاری در دهه ۱۹۳۰ بود که به دلایل صنعتی و نظامی در طول جنگ جهانی دوم گسترش یافت و همچنین سدهای دیگری مانند سد فونتانا ساخته شد.
ساخت سد در دهه ۱۹۶۰ به اوج خود رسید اما سدهای کمی در دهه ۱۹۷۰ ساخته شد. آگاهی روزافزون از مسائل زیست‌محیطی سدها باعث حذف برخی از سدهای قدیمی و کوچکتر و گذرگاه‌های ماهی شد. سد عظیم رامپارت در سال ۱۹۶۷ به دلیل نگرانی‌های زیست‌محیطی و اقتصادی لغو شد.
به جای احداث سدهای جدید، بازتوانی به نیروگاه‌های قدیمی باعث افزایش ظرفیت چندین تأسیسات شد. به عنوان مثال، سد هوور ژنراتورهای خود را بین سال‌های ۱۹۸۶ و ۱۹۹۳ جایگزین کرد.
نیاز به تغییر جریان آب پایین دست شدها به دلایل اکولوژیکی (مانند از بین بردن گونه‌های مهاجم، رسوب‌گذاری و غیره)، منجر به کاهش تولید فصلی در برخی سدها شده‌است که میزان دسترسی به آب برای تولید برق را تغییر می‌دهد. خشکسالی و افزایش استفاده کشاورزی از آب نیز می‌تواند منجر به محدودیت تولید شود.
طبق گزارش وزارت انرژی ایالات متحده، بیش از ۱۲۰۰۰ مگاوات ظرفیت بالقوه برق آبی در ۸۰۰۰۰ سد بدون برق ایالات متحده وجود دارد. در حال حاضر سدهای بدون نیروگاه، ظرفیت تولید ۴۵ تراوات ساعت در سال را دارند که معادل ۱۶ درصد از تولید برق آبی در سال ۲۰۰۸ است.
طبق یک مطالعه در سال ۲۰۲۲، سدهای برق آبی ساخته شده قبل از سال ۱۹۵۰ به دلیل ارزانتر بودن برق مناطق، باعث رشد اقتصادی محلی کوتاه مدت شد.
پس از سال ۱۹۵۰، تأثیر سدهای برق آبی بر مناطق، به احتمال زیاد به دلیل نوآوری‌هایی مانند خطوط انتقال پر توان که انرژی تولید شده توسط سدها را به فواصل دورتری گسیل می‌کرد، کمتر شد.

## نیروگاه‌های تلمبه ذخیره ای
یکی دیگر از کاربردهای برق آبی، نیروگاه‌های تلمبه ذخیره ای است که باعث افزایش توان خالص در شبکه نمی‌شود، اما بین ساعات اوج تقاضا موازنه ایجاد می‌کند. در این نیروگاه‌ها آب از یک منبع در ارتفاع پایین‌تر به منبع در ارتفاع بالاتر پمپ می‌شود و تنها زمانی از مسیر ژنراتورهای آبی آزاد می‌شود که تقاضای برق زیاد باشد.
در سال ۲۰۰۹، ایالات متحده دارای ۲۱٫۵ گیگاوات ظرفیت تولید تلمبه ذخیره ای بود که ۲٫۵ درصد از ظرفیت تولید بار پایه را تشکیل می‌داد. این میزان در سال ۲۰۱۹ به ۲۲۸۷۸ مگاوات و در سال ۲۰۲۰ به ۲۲۸۹۴ مگاوات افزایش یافت. نیروگاه تلمبه ذخیره ای بث کانتی، بزرگ‌ترین تأسیسات این چنینی در جهان است. ایستگاه‌های دیگر از این نوع عبارتند از نیروگاه‌های تلمبه ذخیره ای کوه‌های راکون، بیر سوامپ و لودینگتون در دریاچه میشیگان که قبل تر بزرگ‌ترین در جهان بود.

## قدرت جزر و مد
هیچ نیروگاه جزر و مدی قابل توجهی در ایالات متحده وجود ندارد. پروژه ای توسط شهرستان اسنوهومیش در واشینگتن پیشنهاد و اجرا شد، اما زمانی که برای کسب بودجه کافی با مشکل مواجه شد، پایان یافت.

## بزرگ‌ترین نیروگاه‌های برق آبی

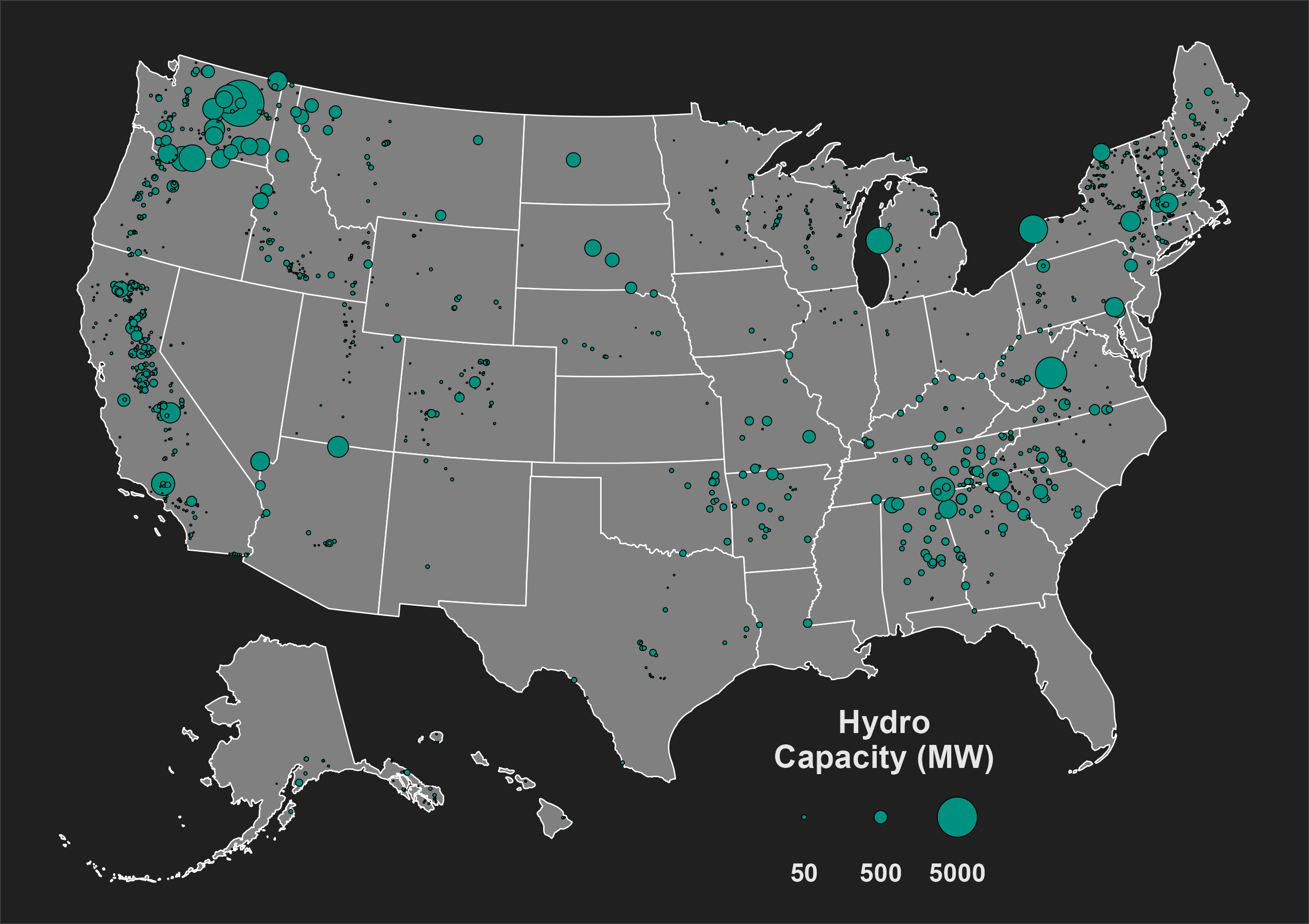
نیروگاه‌های آبی بر اساس ظرفیت در سال ۲۰۲۱

این لیستی از ده نیروگاه برق آبی بزرگ در ایالات متحده بر اساس ظرفیت نصب شده‌است.
| ردیف | نام                  | عکس | ظرفیت (MW) | ایالت                  | مختصات                                                          | سال افتتاح | نوع                                   | منبع   |
| ---- | -------------------- | --- | ---------- | ---------------------- | --------------------------------------------------------------- | ---------- | ------------------------------------- | ------ |
| ۱    | Grand Coulee         |     | ۶٬۸۰۹      | واشینگتن (ایالت)       | ۴۷°۵۷′۲۱″ شمالی ۱۱۸°۵۸′۵۴″ غربی / ۴۷٫۹۵۵۸۳°شمالی ۱۱۸٫۹۸۱۶۷°غربی | ۱۹۴۲       | مخزن سد (95.4%) تلمبه-ذخیره ای (4.6%) | [ ۱۵ ] |
| ۲    | Bath County          |     | ۳٬۰۰۳      | ویرجینیا               | ۳۸°۱۳′۵۰″ شمالی ۷۹°۴۹′۱۰″ غربی / ۳۸٫۲۳۰۵۶°شمالی ۷۹٫۸۱۹۴۴°غربی   | ۱۹۸۵       | تلمبه-ذخیره ای                        | [ ۱۶ ] |
| ۳    | Robert Moses Niagara |     | ۲٬۶۷۵      | نیویورک (ایالت)        | ۴۳°۰۸′۳۵″ شمالی ۷۹°۰۲′۲۳″ غربی / ۴۳٫۱۴۳۰۶°شمالی ۷۹٫۰۳۹۷۲°غربی   | ۱۹۶۱       | مخزن سد                               |        |
| ۴    | Chief Joseph         |     | ۲٬۶۱۴      | واشینگتن (ایالت)       | ۴۷°۵۹′۴۳″ شمالی ۱۱۹°۳۸′۰۰″ غربی / ۴۷٫۹۹۵۲۸°شمالی ۱۱۹٫۶۳۳۳۳°غربی | ۱۹۷۹       | Run-of-the-river                      | [ ۱۷ ] |
| ۵    | John Day             |     | ۲٬۴۸۵      | اورگن واشینگتن (ایالت) | ۴۵°۴۲′۵۹″ شمالی ۱۲۰°۴۱′۴۰″ غربی / ۴۵٫۷۱۶۳۹°شمالی ۱۲۰٫۶۹۴۴۴°غربی | ۱۹۷۱       | Run-of-the-river                      | [ ۱۸ ] |
| ۶    | Ludington            |     | ۲٬۱۷۲      | میشیگان                | ۴۳°۵۳′۳۷″ شمالی ۸۶°۲۶′۴۳″ غربی / ۴۳٫۸۹۳۶۱°شمالی ۸۶٫۴۴۵۲۸°غربی   | ۱۹۷۳       | تلمبه-ذخیره ای                        | [ ۱۹ ] |
| ۷    | Hoover               |     | ۲٬۰۸۰      | آریزونا نوادا          | ۳۶°۰′۵۶″ شمالی ۱۱۴°۴۴′۱۶″ غربی / ۳۶٫۰۱۵۵۶°شمالی ۱۱۴٫۷۳۷۷۸°غربی  | ۱۹۳۶       | مخزن سد                               | [ ۲۰ ] |
| ۸    | The Dalles           |     | ۱٬۸۱۳      | اورگن واشینگتن (ایالت) | ۴۵°۳۶′۴۴″ شمالی ۱۲۱°۰۸′۰۴″ غربی / ۴۵٫۶۱۲۲۲°شمالی ۱۲۱٫۱۳۴۴۴°غربی | ۱۹۵۷       | در مسیر رودخانه                       | [ ۲۱ ] |
| ۹    | Raccoon Mountain     |     | ۱٬۶۱۶      | تنسی                   | ۳۵°۲′۵۴″ شمالی ۸۵°۲۳′۴۸″ غربی / ۳۵٫۰۴۸۳۳°شمالی ۸۵٫۳۹۶۶۷°غربی    | ۱۹۷۸       | تلمبه-ذخیره ای                        | [ ۲۲ ] |
| ۱۰   | Castaic              |     | ۱٬۵۰۰      | کالیفرنیا              | ۳۴°۳۵′۱۴″ شمالی ۱۱۸°۳۹′۲۴″ غربی / ۳۴٫۵۸۷۲۲°شمالی ۱۱۸٫۶۵۶۶۷°غربی | ۱۹۷۳       | تلمبه-ذخیره ای                        | [ ۲۳ ] |

## آمار
|                                                     |
| ظرفیت تولید برق آبی متعارف نصب شده از سال 2000 (MW) |

تولید برق-آبی در ایالات متحده آمریکا
| Year | Summer capacity (GW) | Electricity generation (TWh) | Capacity factor | Yearly growth of generating capacity | Yearly growth of produced energy | Portion of renewable electricity | Portion of total electricity |
| ---- | -------------------- | ---------------------------- | --------------- | ------------------------------------ | -------------------------------- | -------------------------------- | ---------------------------- |
| ۲۰۱۹ | ۷۹٫۸۵                | ۲۷۳٫۷                        |                 |                                      |                                  |                                  |                              |
| ۲۰۱۸ | ۷۹٫۸۹                | ۲۹۱٫۷۲                       | ۰٫۴۱۷           | ۰٫۱۲٪                                | -۲٫۷٪                            | ۴۰٫۹٪                            | ۷٫۰٪                         |
| ۲۰۱۷ | ۷۹٫۷۹                | ۳۰۰٫۰۵                       | ۰٫۴۳۰           | -۰٫۲٪                                | ۱۲٪                              | ۴۳٫۷٪                            | ۷٫۴۴٪                        |
| ۲۰۱۶ | ۷۹٫۹۲                | ۲۶۷٫۸۱                       | ۰٫۳۸۳           | ۰٫۳٪                                 | ۷٫۵۰٪                            | ۴۳٫۹٪                            | ۶٫۵۷٪                        |
| ۲۰۱۵ | ۷۹٫۶۶                | ۲۴۹٫۰۸                       | ۰٫۳۵۷           | ۰٫۵۶٪                                | -۴٫۰٪                            | ۴۵٫۷۷٪                           | ۶٫۱۱٪                        |
| ۲۰۱۴ | ۷۹٫۲۴                | ۲۵۸٫۷۵                       | ۰٫۳۷۳           | ۰٫۰۵٪                                | -۳٫۶۶٪                           | ۴۷٫۹۳٪                           | ۶٫۳۲٪                        |
| ۲۰۱۳ | ۷۹٫۲۲                | ۲۶۸٫۵۷                       | ۰٫۳۸۷           | ۰٫۶۴٪                                | -۲٫۷۸٪                           | ۵۱٫۴۴٪                           | ۶٫۶۱٪                        |
| ۲۰۱۲ | ۷۸٫۷                 | ۲۷۶٫۲۴                       | ۰٫۴۰۱           | ۰٫۰۶٪                                | -۱۳٫۵۰٪                          | ۵۵٫۸۵٪                           | ۶٫۸۲٪                        |
| ۲۰۱۱ | ۷۸٫۶۵                | ۳۱۹٫۳۶                       | ۰٫۴۶۴           | -۰٫۲۳٪                               | ۲۲٫۷۴٪                           | ۶۲٫۲۱٪                           | ۷٫۷۹٪                        |
| ۲۰۱۰ | ۷۸٫۸۳                | ۲۶۰٫۲                        | ۰٫۳۷۷           | ۰٫۳۹٪                                | -۴٫۸۵٪                           | ۶۰٫۸۸٪                           | ۶٫۳۱٪                        |
| ۲۰۰۹ | ۷۸٫۵۲                | ۲۷۳٫۴۵                       | ۰٫۳۹۸           | ۰٫۷۶٪                                | ۷٫۳۱٪                            | ۶۵٫۴۷٪                           | ۶٫۹۲٪                        |
| ۲۰۰۸ | ۷۷٫۹۳                | ۲۵۴٫۸۳                       | ۰٫۳۷۳           | ۰٫۰۵٪                                | ۲٫۹۶٪                            | ۶۶٫۹۰٪                           | ۶٫۱۹٪                        |
| ۲۰۰۷ | ۷۷٫۸۹                | ۲۴۷٫۵۱                       | ۰٫۳۶۳           | ۰٫۰۹٪                                | -۱۴٫۴۳٪                          | ۷۰٫۱۸٪                           | ۵٫۹۵٪                        |
| ۲۰۰۶ | ۷۷٫۸۲                | ۲۸۹٫۲۵                       | ۰٫۴۲۴           | ۰٫۳۶٪                                | ۷٫۰۰٪                            | ۷۴٫۹۷٪                           | ۷٫۱۲٪                        |
| ۲۰۰۵ | ۷۷٫۵۴                | ۲۷۰٫۳۲                       | ۰٫۳۹۸           | -۰٫۱۳٪                               | ۰٫۷۱٪                            | ۷۵٫۵۷٪                           | ۶٫۶۷٪                        |
| ۲۰۰۴ | ۷۷٫۶۴                | ۲۶۸٫۴۲                       | ۰٫۳۹۵           | -۱٫۳۳٪                               | -۲٫۶۸٪                           | ۷۶٫۳۶٪                           | ۶٫۷۶٪                        |
| ۲۰۰۳ |                      | ۲۷۵٫۸                        |                 |                                      |                                  |                                  |                              |
| ۲۰۰۲ |                      | ۲۶۴٫۳۳                       |                 |                                      |                                  |                                  |                              |
| ۲۰۰۱ |                      | ۲۱۶٫۹۶                       |                 |                                      |                                  |                                  |                              |
| ۲۰۰۰ |                      | ۲۷۵٫۵۷                       |                 |                                      |                                  |                                  |                              |

تولید انرژی برق-آبی ایالات متحده (گیگاوات ساعت)
| سال                    | کل                     | درصد از کل             | Jan    | Feb    | Mar    | Apr    | May    | Jun    | Jul    | Aug    | Sep    | Oct    | Nov    | Dec    |
| ---------------------- | ---------------------- | ---------------------- | ------ | ------ | ------ | ------ | ------ | ------ | ------ | ------ | ------ | ------ | ------ | ------ |
| ۲۰۰۱                   | ۲۱۶٬۹۶۲                |                        | ۱۸٬۸۵۲ | ۱۷٬۴۷۳ | ۲۰٬۴۷۷ | ۱۸٬۰۱۳ | ۱۹٬۱۷۶ | ۲۰٬۷۲۸ | ۱۸٬۰۷۹ | ۱۸٬۹۱۴ | ۱۵٬۲۵۶ | ۱۵٬۲۳۵ | ۱۵٬۴۱۳ | ۱۹٬۳۴۶ |
| ۲۰۰۲                   | ۲۶۴٬۳۳۱                |                        | ۲۱٬۷۹۵ | ۲۰٬۱۹۲ | ۲۱٬۰۰۹ | ۲۴٬۲۴۷ | ۲۶٬۶۶۳ | ۲۸٬۲۱۳ | ۲۵٬۴۷۱ | ۲۱٬۰۸۴ | ۱۷٬۰۸۷ | ۱۷٬۱۷۱ | ۱۹٬۷۳۰ | ۲۱٬۶۶۹ |
| ۲۰۰۳                   | ۲۷۵٬۸۰۴                |                        | ۲۰٬۶۰۰ | ۱۹٬۷۸۰ | ۲۴٬۲۰۲ | ۲۴٬۷۵۹ | ۲۹٬۳۹۵ | ۲۸٬۵۸۶ | ۲۴٬۸۴۳ | ۲۲٬۹۷۲ | ۱۸٬۴۸۰ | ۱۸٬۴۲۸ | ۱۹٬۷۱۵ | ۲۴٬۰۴۴ |
| ۲۰۰۴                   | ۲۶۸٬۴۱۷                |                        | ۲۲٬۹۸۳ | ۲۰٬۹۱۴ | ۲۲٬۹۱۴ | ۲۰٬۸۸۸ | ۲۴٬۰۲۰ | ۲۵٬۲۵۲ | ۲۳٬۳۱۸ | ۲۱٬۵۹۲ | ۲۰٬۵۲۵ | ۱۸٬۸۶۳ | ۲۰٬۹۳۷ | ۲۶٬۲۱۱ |
| ۲۰۰۵                   | ۲۷۰٬۳۲۲                |                        | ۲۴٬۲۷۲ | ۲۱٬۶۰۷ | ۲۲٬۹۳۶ | ۲۳٬۰۵۸ | ۲۷٬۲۷۹ | ۲۶٬۷۸۳ | ۲۵٬۹۵۷ | ۲۱٬۵۶۶ | ۱۷٬۳۶۴ | ۱۸٬۰۰۶ | ۱۹٬۳۵۳ | ۲۲٬۱۴۱ |
| ۲۰۰۶                   | ۲۸۹٬۲۴۶                |                        | ۲۷٬۴۳۷ | ۲۴٬۷۶۲ | ۲۴٬۶۲۵ | ۲۸٬۵۵۶ | ۳۰٬۸۱۸ | ۲۹٬۷۵۷ | ۲۵٬۴۳۹ | ۲۱٬۷۲۸ | ۱۷٬۲۰۱ | ۱۷٬۰۵۵ | ۲۰٬۲۷۲ | ۲۱٬۵۹۶ |
| ۲۰۰۷                   | ۲۴۷٬۵۱۲                |                        | ۲۶٬۰۴۵ | ۱۸٬۵۶۷ | ۲۴٬۱۶۳ | ۲۳٬۸۹۱ | ۲۶٬۰۴۷ | ۲۲٬۸۱۷ | ۲۲٬۴۷۸ | ۱۹٬۹۴۱ | ۱۴٬۷۴۳ | ۱۴٬۷۹۶ | ۱۵٬۶۸۲ | ۱۸٬۳۴۲ |
| ۲۰۰۸                   | ۲۵۴٬۸۳۰                |                        | ۲۰٬۷۷۹ | ۱۸٬۷۸۹ | ۲۱٬۶۶۹ | ۲۲٬۲۳۴ | ۲۷٬۲۲۱ | ۲۹٬۱۷۷ | ۲۵٬۵۵۵ | ۲۱٬۲۲۹ | ۱۶٬۱۷۸ | ۱۵٬۴۷۰ | ۱۵٬۶۶۸ | ۲۰٬۸۶۱ |
| ۲۰۰۹                   | ۲۷۳٬۴۴۵                |                        | ۲۳٬۴۹۰ | ۱۷٬۸۱۲ | ۲۱٬۸۲۷ | ۲۵٬۷۷۰ | ۲۹٬۵۶۰ | ۲۹٬۲۳۳ | ۲۳٬۳۸۵ | ۱۹٬۵۸۰ | ۱۷٬۳۵۹ | ۱۹٬۶۹۱ | ۲۱٬۰۰۸ | ۲۴٬۷۳۰ |
| ۲۰۱۰                   | ۲۶۰٬۲۰۴                |                        | ۲۲٬۳۸۳ | ۲۰٬۵۹۰ | ۲۰٬۸۸۶ | ۱۹٬۰۹۷ | ۲۵٬۰۷۹ | ۲۹٬۸۵۴ | ۲۴٬۵۱۷ | ۲۰٬۱۱۹ | ۱۷٬۲۶۵ | ۱۷٬۶۸۳ | ۱۹٬۵۶۲ | ۲۳٬۱۶۹ |
| ۲۰۱۱                   | ۳۱۹٬۳۵۵                |                        | ۲۵٬۵۳۱ | ۲۴٬۱۳۱ | ۳۱٬۱۳۴ | ۳۱٬۱۹۴ | ۳۲٬۵۸۷ | ۳۲٬۱۵۱ | ۳۱٬۲۸۵ | ۲۵٬۷۶۴ | ۲۱٬۳۷۸ | ۱۹٬۷۸۷ | ۲۰٬۶۸۱ | ۲۳٬۷۳۲ |
| ۲۰۱۲                   | ۲۷۶٬۲۴۰                | ۶٫۸۲٪                  | ۲۳٬۱۰۷ | ۲۰٬۲۸۴ | ۲۵٬۹۰۷ | ۲۶٬۲۹۵ | ۲۸٬۶۴۱ | ۲۶٬۶۵۸ | ۲۶٬۴۹۱ | ۲۳٬۰۳۴ | ۱۷٬۶۰۴ | ۱۶٬۵۰۲ | ۱۸٬۷۳۳ | ۲۲٬۹۸۴ |
| ۲۰۱۳                   | ۲۶۸٬۵۶۵                | ۶٫۶۱٪                  | ۲۴٬۸۲۹ | ۲۰٬۴۱۸ | ۲۰٬۵۳۴ | ۲۵٬۰۹۷ | ۲۸٬۴۵۰ | ۲۷٬۳۸۴ | ۲۷٬۲۵۵ | ۲۱٬۶۳۳ | ۱۶٬۹۶۱ | ۱۷٬۱۹۹ | ۱۷٬۶۷۷ | ۲۱٬۱۲۸ |
| ۲۰۱۴                   | ۲۵۹٬۳۶۶                | ۶٫۳۴٪                  | ۲۱٬۶۳۴ | ۱۷٬۳۹۶ | ۲۴٬۲۵۷ | ۲۵٬۴۴۰ | ۲۶٬۵۴۴ | ۲۵٬۷۴۴ | ۲۴٬۳۵۷ | ۱۹٬۸۰۷ | ۱۶٬۰۷۴ | ۱۷٬۱۵۹ | ۱۸٬۶۲۵ | ۲۲٬۳۲۹ |
| ۲۰۱۵                   | ۲۴۹٬۰۷۹                | ۶٫۱۱٪                  | ۲۴٬۱۳۸ | ۲۲٬۲۸۶ | ۲۴٬۲۸۱ | ۲۲٬۴۷۱ | ۲۰٬۱۲۵ | ۲۰٬۴۱۴ | ۲۱٬۰۱۴ | ۱۹٬۱۲۲ | ۱۶٬۰۹۴ | ۱۶٬۶۳۰ | ۱۹٬۳۳۸ | ۲۳٬۱۶۶ |
| ۲۰۱۶                   | ۲۶۷٬۸۱۳                | ۶٫۵۷٪                  | ۲۵٬۶۱۵ | ۲۴٬۱۳۹ | ۲۷٬۳۹۰ | ۲۵٬۸۷۸ | ۲۵٬۴۸۶ | ۲۳٬۲۳۷ | ۲۱٬۴۵۵ | ۱۹٬۵۷۰ | ۱۶٬۳۶۸ | ۱۷٬۳۳۹ | ۱۸٬۸۰۸ | ۲۲٬۵۲۸ |
| ۲۰۱۷                   | ۳۰۰٬۳۳۲                | ۷٫۴۴٪                  | ۲۶٬۶۲۸ | ۲۳٬۸۸۲ | ۲۹٬۶۱۳ | ۲۹٬۴۰۹ | ۳۲٬۶۰۷ | ۳۰٬۵۷۵ | ۲۶٬۵۹۸ | ۲۲٬۰۳۴ | ۱۹٬۱۵۲ | ۱۷٬۶۹۸ | ۱۹٬۸۸۸ | ۲۲٬۲۴۸ |
| ۲۰۱۸                   | ۲۹۲٬۵۲۴                | ۷٪                     | ۲۵٬۰۶۴ | ۲۴٬۹۰۲ | ۲۵٬۸۶۱ | ۲۸٬۱۱۵ | ۳۰٬۴۴۴ | ۲۷٬۵۹۷ | ۲۵٬۱۰۰ | ۲۲٬۰۱۷ | ۱۹٬۱۶۶ | ۱۹٬۵۴۸ | ۲۱٬۹۱۳ | ۲۲٬۷۹۷ |
| ۲۰۱۹                   | ۲۸۷٬۸۷۵                | ۶٫۹۸٪                  | ۲۴٬۷۹۸ | ۲۲٬۸۸۱ | ۲۶٬۳۳۴ | ۲۷٬۸۲۰ | ۳۱٬۹۸۲ | ۲۸٬۰۷۸ | ۲۴٬۸۷۵ | ۲۲٬۵۷۹ | ۱۸٬۵۲۶ | ۱۸٬۳۰۶ | ۲۰٬۲۱۸ | ۲۱٬۴۷۸ |
| ۲۰۲۰                   | ۲۸۵٬۲۷۴                | ۷٫۱۱٪                  | ۲۴٬۴۹۸ | ۲۵٬۸۶۸ | ۲۳٬۸۲۳ | ۲۳٬۱۹۴ | ۲۹٬۹۷۶ | ۲۷٬۹۹۹ | ۲۶٬۷۴۲ | ۲۳٬۲۸۴ | ۱۸٬۶۷۹ | ۱۸٬۸۱۰ | ۲۰٬۸۹۳ | ۲۱٬۵۰۸ |
| ۲۰۲۱                   | ۲۶۰٬۲۲۵                | ۶٫۳۳٪                  | ۲۵٬۸۱۴ | ۲۱٬۶۲۴ | ۲۱٬۵۷۴ | ۱۹٬۲۰۱ | ۲۲٬۷۹۵ | ۲۴٬۰۷۵ | ۲۲٬۱۱۳ | ۲۰٬۹۵۴ | ۱۷٬۹۶۶ | ۱۷٬۹۹۹ | ۲۰٬۴۶۰ | ۲۵٬۶۵۰ |
| ۲۰۲۲                   | ۲۶۱٬۹۹۹                | ۶٫۱۷٪                  | ۲۶٬۲۱۳ | ۲۲٬۹۰۴ | ۲۵٬۳۵۶ | ۱۹٬۵۷۳ | ۲۳٬۰۷۱ | ۲۶٬۸۹۲ | ۲۴٬۱۹۳ | ۲۱٬۶۱۷ | ۱۶٬۸۱۲ | ۱۴٬۶۳۸ | ۱۸٬۷۶۴ | ۲۱٬۸۷۰ |
| ۲۰۲۳                   | ۱۲۸٬۴۵۶                | ۶٫۵۱٪                  | ۲۲٬۹۵۴ | ۱۹٬۳۳۸ | ۲۰٬۶۳۰ | ۱۷٬۹۱۷ | ۲۷٬۹۸۳ | ۱۹٬۶۳۲ |        |        |        |        |        |        |
| Last entry, % of Total | Last entry, % of Total | Last entry, % of Total | ۶٫۶۱٪  | ۶٫۲۳٪  | ۶٫۲۵٪  | ۵٫۹۷٪  | ۸٫۵۴٪  | ۵٫۵٪   | ۵٫۷۱٪  | ۵٫۲۴٪  | ۴٫۷۹٪  | ۵٫۹۷٪  | ۵٫۸۱٪  | ۶٫۰۱٪  |

الگو:Energy in the United States